# Scabiosa columbaria
Scabiosa columbaria é uma espécie de planta com flor pertencente à família Dipsacaceae. 
A autoridade científica da espécie é L., tendo sido publicada em Species Plantarum 1: 99. 1753.

## Portugal
Trata-se de uma espécie presente no território português, nomeadamente os seguintes táxones infraespecíficos:
- Scabiosa columbaria var. columbaria - presente em Portugal Continental. Em termos de naturalidade é nativa da região atrás referida. Não se encontra protegida por legislação portuguesa ou da Comunidade Europeia.
- Scabiosa columbaria subsp. affinis - presente em Portugal Continental. Em termos de naturalidade é nativa da região atrás referida. Não se encontra protegida por legislação portuguesa ou da Comunidade Europeia.